# 플레이어 대 환경
플레이어 대 환경(영어: Player versus environment, 약칭 PvE)는 플레이어와 게임 개발자의 설정에 따라 움직이는 적과 싸우는 비디오 게임의 전투 유형이다. Player versus monster (PvM)으로도 불리며 플레이어가 다른 플레이어와 싸우는 플레이어 대 플레이어 (영어: Player versus player PvP)의 반대 개념이다.
한편 플레이어 대 환경의 확장된 개념으로 Realm vs Realm(RvR)이 있다. Realm은 왕국 또는 영역이라는 의미로, RvR은 다수의 플레이어들이 진영 단위로 구분돼 대규모 전투를 하는 방식을 뜻한다. 대표적인 예로 공성전이나 길드전 등이 있다.

## 참고 자료
- PvE와 PvP 그리고 RvR

## 같이 보기
- 플레이어 대 플레이어